# Gerald Patrick O’Hara
Gerald Patrick Aloysius O’Hara (* 4. Mai 1895 in Scranton (Pennsylvania); † 16. Juli 1963 in Wimbledon (London)) war ein römisch-katholischer Erzbischof, Diplomat des Heiligen Stuhls, Apostolischer Nuntius in Irland (1951–1954) und Apostolischer Delegat in Großbritannien (1954–1963).

## Leben
Nach seiner Priesterweihe am 3. April 1920 durch Kardinalvikar Basilio Pompili ernannte ihn Papst Pius XI. am 26. April 1929 zum Titularbischof pro hac vice von Heliopolis in Phoenicia und zum Weihbischof in Philadelphia. Kardinal Denis Joseph Dougherty spendete O’Hara am 21. Mai 1929 in der Kathedrale St. Peter und Paul in Philadelphia die Bischofsweihe. Mitkonsekratoren waren der Bischof von Monterey-Fresno, John Bernard MacGinley, und der Bischof von Scranton, Thomas Charles O’Reilly.
Am 16. November 1935 wurde er als Nachfolger von Michael Joseph Keyes SM zum Bischof von Savannah ernannt und am 15. Januar des folgenden Jahres in das Amt eingeführt. Er war zusätzlich Geschäftsträger der Apostolischen Nuntiatur in Rumänien vom 21. Mai 1946 bis zu seiner Ausweisung am 5. Juli 1950.
Seine Tätigkeit als Regent der Apostolischen Nuntiatur in Bukarest (1947–1950) trug zum institutionellen Erhalt der katholischen Kirche in Rumänien während der kommunistischen Diktatur bei. Zwischen 1948 und 1950 führte er in Rumänien acht geheime Bischofsweihen durch, sowohl für die römisch-katholischen Diözesen, als auch für die Diözesen der Rumänischen Griechisch-Katholischen Kirche. 1950 wurde er in Bukarest wegen Spionage verurteilt und des Landes verwiesen.
Am 12. Juli 1950 verlieh ihm Papst Pius XII. den persönlichen Titel eines Erzbischofs. Zusätzlich zu seinem Amt als Bischof von Savannah wurde er am 27. November 1951 zum Apostolischen Nuntius in Irland und am 7. Juni 1954 zum Apostolischen Delegaten in Großbritannien ernannt. Am 17. Oktober 1959 nahm Papst Johannes XXIII. seinen Verzicht auf das Bistum Savannah an und ernannte ihn zum Titularerzbischof von Pessinus.
Er nahm an der ersten Sitzungsperiode des Zweiten Vatikanischen Konzils als Konzilsvater teil. Das Amt des Apostolischer Delegaten im Vereinigten Königreich übte er bis zu seinem Tod aus.

## Bischofsweihen
O’Hara spendete während seiner Zeit als Regens der Apostolischen Nuntiatur in Rumänien von 1946 bis zum 5. Juli 1950 mehrere Bischofsweihen:
- 5. April 1948 Anton Durcovici, Bischof von Iași, † 11. Dezember 1951

Hinzu kommen acht geheime Bischofsweihen in der Kapelle der Apostolischen Nuntiatur:
- 30. November 1948 Ioan Ploscaru, Titularbischof von Trapezopoli und Weihbischof in Lugoj, † 31. Juli 1998
- 8. Dezember 1948 Ioan Duma, Titularbischof von Iuliopolis, † 16. Juli 1981
- 12. Dezember 1948 Adalbert Boros, Titularbischof von Ressiana und Apostolischer Administrator von Timișoara, † 6. Juni 2003
- 2. Februar 1949 Alfréd Eröss, Weihbischof in Alba Iulia, † 31. Juli 1950
- 14. Februar 1949 Szilárd Ignác Bogdánffy, Weihbischof in Satu Mare und Oradea Mare, † 2. Oktober 1953
- 6. März 1949 Ioan Dragomir, Titularbischof von Paleopoli di Pamfilia und Weihbischof in Maramureș, † 25. April 1985
- 28. Juli 1949 Iuliu Hirțea, Titularbischof von Nebbi und Weihbischof in Oradea Mare, † 28. Juni 1978
- 30. Juni 1950 Joseph Schubert, Titularbischof von Ceramussa und Apostolischer Administrator von Bukarest, † 4. April 1969